# 353 aC
El 353 aC va ser un any del calendari romà prejulià. En aquell temps, era conegut com a any del consolat de Pètic i Publícola (o, més rarament, any 401 ab urbe condita o de la fundació de la ciutat). L'ús del nom «353 aC» per referir-se a aquest any es remunta a l'alta edat mitjana, quan el sistema Anno Domini va ser el mètode de numeració dels anys més comú a Europa.

## Esdeveniments

### Àsia Menor
- S'inicia la construcció del Mausoleu d'Halicarnàs.[2] Artemísia II de Cària va ordenar la construcció del magnífic monument funerari, en honor al seu germà i marit, Mausol, considerat una de les set meravelles del món, que va donar nom als monuments funeraris.[3]
- Revolta d'Artabazos II, sàtrapa de Frígia, que s'havia aixecat contra Artaxerxes III de Pèrsia. Rep l'ajuda de Pammenes de Tebes amb 5.000 hoplites. Pammenes derrota les forces perses en dues grans batalles,[4] però Artabazos sospita que conspira amb els seus enemics i l'arresta i l'envia als seus germans Oxatres i Dictibos.[5]
- Autofradates, general persa, derrota Artabazos II en una batalla. Artabazos és fet presoner. Els rodis Mèntor i Mèmnon, cunyats d'Artabazos que li havien donat suport, van continuar la lluita amb recolzament de Caridem d'Eubea i van aconseguir la llibertat per Artabazos. Inicialment sembla que va voler seguir la revolta però aviat es va haver de refugiar junt amb els seus cunyats, a la cort de Filip II de Macedònia.[6]

### Antiga Grècia
- Cares, general atenenc, marxa contra Sestos que juntament amb Càrdia s'oposava a la cessió del Quersonès feta a favor d'Atenes l'any 357 aC. Ocupa la ciutat i massacra els seus habitants. Les dones i els nens són venuts com a esclaus.[7]
- Cersobleptes I, rei dels odrisis, havia negociat amb Atenes la possessió del Quersonès i encara que hi va haver alguna resistència finalment el 357 aC el territori va passar als atenencs que no el van ocupar amb els seus colons fins aquest any el 353 aC, segons diu Diodor de Sicília.[8]

### Antiga Roma
- Aquest any són nomenats cònsols Gai Sulpici Pètic i Marc Valeri Publícola. Els dos cònsols eren patricis, cosa que violava les Lleis Liciniae-Sextiae.[9]
- Tit Manli Imperiós Torquat és nomenat dictador abans d'haver estat cònsol, per fer la guerra contra la ciutat de Cere i els etruscs. Uns ambaixadors de Cere arriben a Roma per implorar la pau, argumentant que l'origen de la ira romana contra ells només la tenien alguns romans que s'havien deixat convèncer pels de Tarquínia. Torquat ordena renovar la pau amb Caere i envia el seu exèrcit contra els de Falerii, però finalment tampoc s'arriba a una batalla en camp obert.[10]